# Austral Ecology
Austral Ecology: A Journal of Ecology in the Southern Hemisphere — рецензируемый журнал, который публикует оригинальные исследования, связанные с экологией наземных, морских и пресноводных систем в Южном полушарии. Публикуется компанией Blackwell Science Asia, является официальным журналом Экологического общества Австралии.
Впервые опубликован в 1976 году как Australian Journal of Ecology, в 2000 году был переименован в Austral Ecology. Выходит восемь номеров в год. Его ISSNs не ISSN 1442-9985 для печатного издания, и ISSN 1442-9993 для интернет-издания.